# Markus Graulich
Markus J. J. Graulich SDB (Hadamar, 13 de agosto de 1964) é um clérigo religioso e canonista alemão.
Markus Graulich cresceu em Niedertiefenbach. Em 15 de agosto de 1984 ingressou na Ordem dos Salesianos de Dom Bosco em Jünkerath. Estudou educação social e teologia católica na Faculdade Teológica de Benediktbeuern. Foi ordenado sacerdote em 25 de junho de 1994 e inicialmente trabalhou em Essen na pastoral. Depois de completar seus estudos de doutorado, ele recebeu seu doutorado da Universidade Pontifícia Salesiana em 1999. Em 2004 ele se habilitou com uma tese sobre Gottlieb Söhngen com Ilona Riedel-Spangenberger na Universidade Johannes Gutenberg em Mainz.
Markus Graulich foi Diretor do Istituto storico di diritto Canonico (Instituto para a História do Direito Canônico) e Professor de Questões Básicas e História do Direito Canônico na Pontifícia Universidade Salesiana de Roma. Foi também Decano Adjunto da Faculdade de Direito Canónico.
Ele foi um participante na XI, XII e o XIII Assembleia Geral Ordinária do Sínodo dos Bispos e responsável pelos relatórios sinodais em alemão.
Em 19 de junho de 2009 foi ordenado pelo Papa Bento XVI como advogado da Igreja (Promotor iustitiae) junto ao Supremo Tribunal, a Assinatura Apostólica, e em 22 de dezembro de 2009 também foi nomeado Consultor para a Secretaria Geral Permanente do Sínodo dos Bispos. Em abril de 2011, Graulich foi nomeado Consultor do Pontifício Conselho para os Textos Jurídicos. Papa Bento XVI nomeou-o auditor (juiz) da Rota Romana em 30 de dezembro de 2011. Ele foi assim o sucessor de Josef Huber como representante da área de língua alemã no conselho de juízes da Rota e, portanto, recebeu o título de prelado.
Em 22 de maio de 2014, o Papa Francisco nomeou Graulich como Subsecretário do Pontifício Conselho para os Textos Jurídicos. Um juiz de língua alemã na Rota só foi nomeado três anos depois, com o advogado canônico de Freiburg Hans-Peter Fischer.